# Железо-воздушный аккумулятор
Железо-воздушный аккумулятор — это вторичный химический источник тока, в котором в качестве анода используется железо, электролит — гидроксид калия, катод — газовый, воздушный электрод.

## Электрохимия
- {\displaystyle {\ce {O2 + 2Fe + 2H2O -> 2 Fe(OH)2}}}
- {\displaystyle {\ce {O2 + 2H2O + 2e -> H2O2 + 2(OH)}}}[1]

## Параметры
- Теоретическая энергоёмкость:
- Удельная энергоёмкость (Вт·ч/кг): около — 90—135 Вт·ч/кг
- Удельная энергоплотность (Вт·ч/дм³):
- ЭДС:
- Рабочая температура: −15…+30 °C.

## Области применения
Используются в крупных системах резервного питания . В 1970-х годах проводились исследования по использованию на транспорте .